# أمي وأبي (فلم 2017)
أمي وأبي (بالإنجليزية: Mom and Dad) فيلم كوميدي رعب لعام 2017 من تأليف وإخراج بريان تايلور. الفيلم من بطولة نيكولاس كيج وسيلما بلير، عُرض لأول مرة في قسم «جنون الليل Midnight Madness» في مهرجان تورونتو السينمائي الدولي الدولي 2017، وصدر إلى دور العرض في 19 يناير 2018، والفيلم إنتاج بريطاني أمريكي مشترك، تلقى الفيلم نقد إيجابي بشكل كبير.

## طاقم التمثيل
- نيكولاس كيج: في دور برنت رايان
- سلمى بلير: في دور كيندال رايان
- آن وينترس: في دور كارلي رايان
- ليلى تيلوني: في دور يونغ كارلي
- زاكاري آرثر: في دور جوش رايان
- روبرت تي كننغهام: في دور دامون
- أوليفيا كروشيكيا: في دور رايلي
- بريون ديفيس: في دور تانر
- سامانثا ليمول: في دور جينا
- لانس هنريكسن: في دور ميل رايان
- جوزيف دي. ريتمان: في دور مدرس في الهوم روم
- راشيل ملفين: في دور جيني
- بوبي ريتشاردز: في دور دان
- شارون جي: في دور صن يي
- جرانت موريسون: في دور خبير
- بوكيم وودبين: في دور الوالد
- محمد اوز: في دور محمد اوز

## ملخص أحداث الفيلم
يحدث شيئًا فظيعًا في مجتمع الضواحي المسالم، حيث يتحول الآباء الجادين والمهتمين باسرهم، يومًا بعد يوم، في ظروف غامضة إلى ناقلين لوباء مفترس لا يمكن فهمه ويستهدف ذريتهم. يصبح فجأة، من الضروري للمراهق كارلي وجوش رايان الهرب للنجاة بحياتهم، مثل كل ابن وابنة في المنطقة، لأن النية القاتلة المليئة بالغضب لا يمكن إيقافها بقدر ما لا يمكن تفسيرها. تتخذ التوترات العائلية المعتادة في عائلة ريان معنى مختلفًا تمامًا.

## استقبال الفيلم
منح موقع الطماطم الفاسدة الفيلم تقييم مقداره 75٪ بناءً على 131 ناقد سينمائي، وكتب الإجماع النقدي للموقع: «نقطة انطلاق فعالة لكوميديا دموية مظلمة بشكل شرير، وأداء رائع من نيكولاس كيج»، وعلى موقع ميتاكريتيك، حصل الفيلم على تقييم 59% بناءً على آراء 30 نقادًا.
اختار المخرج جون ووترز الفيلم كأحد أفضل الأفلام لعام 2018، ووضعه في المرتبة الرابعة على قائمته الشخصية.

## وصلات خارجية
- مقالات تستعمل روابط فنية بلا صلة مع ويكي بيانات